# جوزيف غلين
جوزيف غلين هو سياسي كندي، ولد في 1860، وتوفي في 1931. حزبياً، نشط في حزب ساسكاتشوان المحافظ التقدمي. وقد انتخب عضو المجلس التشريعي من ساسكاتشوان.